# تلسکوپ ۳٫۶ متری رصدخانه جنوبی اروپا
تلسکوپ ۳٫۶ متری رصدخانه جنوبی اروپا (به انگلیسی: ESO 3.6 m Telescope) یک تلسکوپ اپتیکی بازتابی است که از سال ۱۹۷۷ توسط رصدخانه جنوبی اروپا (ESO) در رصدخانه لاسیای شیلی راه‌اندازی شده است. دهانه شفاف این تلسکوپ حدود ۳٫۶ متر (۱۴۰ اینچ) و مساحت آن حدود ۸٫۶ مترمربع است.
این تلسکوپ از ابزار هارپس استفاده می‌کند و حدود ۱۳۰ سیاره فراخورشیدی را کشف کرده‌است. این تلسکوپ در سال ۲۰۱۲ توانست آلفا قنطورس بی‌بی را در منظومه آلفا قنطورس کشف کند که تنها ۴٫۴ سال نوری با ما فاصله دارد.
رصدخانه جنوبی اروپا در ساخت این تلسکوپ با سرن همکاری داشته‌است. نخستین نور آن در سال ۱۹۷۶ و بهره‌برداری کامل این تلسکوپ در ۱۹۷۷ بوده‌است. این تلسکوپ در زمان تکمیل یکی از بزرگ‌ترین تلسکوپ‌های اپتیکی جهان به‌شمار می‌رفت. نخستین تعمیرات اساسی این تلسکوپ در سال ۱۹۹۹ و تعمیر دوم آن در سال ۲۰۰۴ انجام شد. از بسیاری از دستاوردهای علمی حمایت کرده‌است و ابزار ADONIS یکی از نخستین سامانه‌های اپتیک سازگار بود که در دهه ۱۹۸۰ در دسترس جامعه نجومی قرار گرفت.